# California State Route 54
California State Route 54, kurz CA 54, ist ein Highway im US-Bundesstaat Kalifornien, der in Ost-West-Richtung verläuft.
Der Highway beginnt an der Interstate 5 in San Diego an der Mündung des Sweetwater Rivers und endet in El Cajon nahe der Interstate 8. Ab dem Kreuz mit der California State Route 125 folgt die State Route dem Jamacha Boulevard und dann bis zur I-8 der Campo Road. Der Abschnitt zwischen dem Kreuz mit der CA 125 und der I-8 soll bis 2030 noch ausgebaut werden.
Zwischen der Interstate 805 und der California State Route 94 wird die Straße auch South Bay Freeway genannt.